# Överlevnadsfilm
Överlevnadsfilm är en filmgenre som handlar om en eller fler personer som är i en situation där överlevnadstekniker spelar roll. Genren kan handla om allt ifrån personer som överlever på ett obebott ö, en apokalyps eller en invasion av rymdvarelser osv. Men överlevnadsfilmer kan även reflektera verkliga situationer och scenarier. Genren är vanlig inom thriller, äventyr, sci-fi och skräck. Filmer som handlar om där karaktärer överlever är bland annat Flugornas herre (1990), Cast Away, Alive och Världarnas Krig. 